# ملعب نادي محافظة دمشق
ملعب كرة قدم سوري يستخدم في مباريات كرة القدم وتعتبر محافظة دمشق المالك الاساسي للملعب ويعتبر الملعب معقل اساسي ل نادي المحافظة .